# Gregory Bateson
Gregory Bateson, angleški antropolog, sociolog, jezikoslovec, semantik in kibernetik, * 9. maj 1904, Grantchester, † 4. julij 1980, San Francisco, Združene države Amerike.
V štiridesetih letih 19. stoletja je pomagal razširiti teorijo sistemov in kibernetiko socialnim in vedenjskim znanostim. V zadnjem desetletju svojega življenja je razvijal "meta-znanost" epistemologije, da bi združil različne zgodnje oblike teorije sistemov, ki so se razvijali na različnih področjih znanosti. Njegova dela vključujejo Steps to an Ecology of Mind (1972) in Mind and Nature (1979). Soavtorica njegovega dela Angels Fear (objavljen posmrtno leta 1987) je bila njegova hči Mary Catherine Bateson.

## Osebno življenje
Na Batesonovo življenje je močno vplivala smrt njegovih dveh bratov. V prvi svetovni vojni je bil ubit John Bateson (1898-1918), ki je bil najstarejši od treh. Martin Bateson (1900-1922), drugi brat, je storil samomor. Po smrti dveh sinov so Williamova in Beatricina pričakovanja padla na Gregoryja, njunega edinega preživelega sina.
Batesonova prva žena, s katero se je poročil leta 1936, je bila ameriška kulturna antropologinja Margaret Mead (1901-1978). Bateson in Mead sta imela hčer, Mary Catherine Bateson (1939-2021), ki je prav tako postala antropologinja. Bateson se je ločil od Margaret Mead leta 1950. Leta 1951 se je poročil s svojo drugo ženo Elizabeth Betty Sumner (1919-1992). Imela sta sina Johna Sumnerja Batesona (1951-2015), pa tudi dvojčka, ki sta umrla kmalu po rojstvu leta 1953. Bateson in Sumner sta se ločila leta 1957, po čemer se je Bateson leta 1961 poročil s svojo tretjo ženo, terapevtko in socialno delavko Lois Cammack (rojena 1928). Imela sta eno hčer, Noro Bateson (rojena leta 1969).
Bateson je bil vse življenje ateist. Roman Euphoria, ki ga je Lily King napisala leta 2014, je domišljijski prikaz Batesonovih odnosov z Margaret Mead in Reom Fortuno pred drugo svetovno vojno na Novi Gvineji.

## Delo

### Zgodnje delo
Bateson je najprej potoval na Novo Gvinejo, kjer je preučeval posledice kontakta med domorodnim prebivalstvom in belci. Z opazovanjem je dognal koncept shizmogeneze, ki opisuje “začaran krog”, kjer dejanje ene osebe vplivajo na drugo osebo, katere dejanja potem vplivajo na prvo osebo. Leta 1936 je tako izdal knjigo z naslovom Naven: A Survey of the Problems suggested by a Composite Picture of the Culture of a New Guinea Tribe drawn from Three Points of View. 
Za tem je Bateson odpotoval na Bali skupaj z novo ženo Margaret Mead. Na Baliju je za preučevanje veliko uporabljal film. Pri ljudstvu Bajoeng Gede je opazil, da večkrat ignorirajo čustva drugih ljudi ter tako ne sledijo konceptu shizmogeneze.

### “Double bind”
Teorijo je razvil leta 1956 skupaj s svojimi sodelavci Donaldom Jacksonom, Jay Haley in John Weaklandom. Teorija “Double bind” opisuje razmerja med ljudmi, kjer ima nekdo avtoriteto, drugi pa mu sledi. Za nastanek “Double bind” je potrebna paradoksična komunikacija, v kateri avtoriteta pošlje dve nasprotujoči si sporočili. Ker se sporočili negirata, druga oseba situacije ne more razrešiti. Meta komunikacija ne sme biti mogoča, neupoštevanje sporočil pa se kaznuje. Primer tega je lahko mama, ki otroku reče, da ga ima rada, vendar pa njena telesna govorica pravi drugače. Otrok tako ne more razrešiti situacije, vendar pa je odvisen od mame, zato ne more prekiniti razmerja.

### Ekološka antropologija in kibernetika
V svoji knjigi Steps to an Ecology of Mind je Bateson povezal kibernetiko z ekološko antropologijo in konceptom homeostaze. Svet je videl kot niz sistemov, ki vsebuje posameznike, družbo in ekosisteme. Bateson je bil mnenja, da sistemi posameznika, družbe in ekosistema skupaj tvorijo del vrhovnega kibernetičnega sistema, ki kontrolira vse. Ta vrhovni kibernetični sistem (“supreme cybernetic system”) presega posameznika in ga lahko enačimo z Bogom, čeprav ga je Bateson imenoval Um (“Mind”). Bateson trdi, da je zavest most med kibernetično mrežo posameznika, družbe in ekosistema in da neusklajenost med sistemi vodi v degradacijo celotnega vrhovnega kibernetičnega sistema oz. Uma.

### Abdukcija
Abdukcija je vrsta logičnega sklepanja, ki se začne z opazovanjem dogajanja ter iskanjem najbolj verjetne razlage dogodka. Tako sklepanje ne poda dejanske razlage za dogodek, le najbolj verjetno. Abdukcijsko sklepanje tako vedno nosi negotovost in dvom.

## Filozofija
Kjer bi drugi lahko videli niz nerazložljivih podrobnosti, je Bateson zaznal preproste odnose. V "From Versailles to Cybernetics," Bateson trdi, da je zgodovino dvajsetega stoletja mogoče zaznati kot zgodovino nepravilnega odnosa. Versajska mirovna pogodba po njegovem mnenju ponazarja celoten vzorec človeških odnosov, ki temeljijo na izdaji in sovraštvu. Zato trdi, da sta Versajska pogodba in razvoj kibernetike, kar je za njega predstavljalo možnost izboljšanja odnosov, edina pomembna dogodka v 20. stoletju.

### Knjige
- Bateson, Gregory (1944). An Analysis of the Film "Hitlerjunge Quex" (1933). New York?. OCLC 41057404.
- Bateson, G. (1958). Naven: A Survey of the Problems suggested by a Composite Picture of the Culture of a New Guinea Tribe drawn from Three Points of View (1936). Stanford University Press. ISBN 0-8047-0520-8.
- Bateson, G.; Mead, M. (1942). Balinese Character: A Photographic Analysis. New York Academy of Sciences. ISBN 0-89072-780-5.
- Ruesch, J.; Bateson, G. (2009) 1951. Communication: The Social Matrix of Psychiatry. W.W. Norton & Company. ISBN 978-1-4128-0614-5.
- Bateson, G. (2000) 1972. Steps to an Ecology of Mind: Collected Essays in Anthropology, Psychiatry, Evolution, and Epistemology. Chicago, Illinois: University of Chicago Press. ISBN 0-226-03905-6.
- Bateson, G. (1979). Mind and Nature: A Necessary Unity (Advances in Systems Theory, Complexity, and the Human Sciences). Hampton Press. ISBN 1-57273-434-5.
- (published posthumously), Bateson, G.; Bateson, MC (1988). Angels Fear: Towards an Epistemology of the Sacred. University of Chicago Press. ISBN 978-0-553-34581-0.
- (published posthumously), Bateson, G.; Donaldson, Rodney E. (1991). A Sacred Unity: Further Steps to an Ecology of Mind. Harper Collins. ISBN 0-06-250100-3.

### Izbor člankov
- 1956, Bateson, The message 'this is play.' In B. Schaffner (Ed.), Group Processes: Transactions of the Second Conference (pp. 145–242) New York: Josiah Macy, Jr. Foundation.
- 1956, Bateson, G., Jackson, D. D., Jay Haley & Weakland, J., "Toward a Theory of Schizophrenia", Behavioral Science, vol.1, 1956, 251–264. (Ponatisnjen v Steps to an Ecology of Mind)
- Bateson, G.; Jackson, D. (1964). "Some varieties of pathogenic organization. In Disorders of Communication". Research Publications. Association for Research in Nervous and Mental Disease. 42: 270–283.
- Levy, R. I. in Rappaport, R. 2004. GREGORY BATESON (1904-1980)

### Članki, prevedeni v slovenščino
- Angeli se bojijo (1991)
- Zavestni namen nasproti naravi (1991)
- Metalog : skrivnosti : (prevod 8. poglavja iz knjige Angeli se bojijo) (1991)
- Niti nadnaravno niti mehanično : (prevod 5. poglavja iz knjige Angels Fear) (1991)
- Metalog : odvisnost (1991)
- Metalog : zakaj imajo stvari obrise? (1991)
- Glasnik nove paradigme v znanosti (1991)
- Teorija o sistemih in psihiatrija (1996)